# Laverne Cox
Laverne Cox (ur. 29 maja 1972 w Mobile) – amerykańska aktorka telewizyjna i filmowa. Jest transpłciową kobietą. Najlepiej znana jest z roli Sophii Burset w serialu Netflix Orange Is the New Black, za którą została nominowana do nagrody Emmy jako pierwsza w historii aktorka transpłciowa. Trafiła także na okładkę tygodnika „Time”.

## Życiorys
Urodziła się i dorastała w Mobile w stanie Alabama jako Roderick Laverne Cox z jej bratem bliźniakiem i samotną matką. Pod koniec lat 90. uczęszczała do Marymount Manhattan College w Nowym Jorku, gdzie specjalizowała się w tańcu i podjęła pierwsze lekcje aktorstwa. Występowała na scenie klubowej, spędzała czas w East Village i w Squeeze Box, w Don Hill's wykonała serię utworów heavymetalowych, w tym „Be Quick or Be Dead” grupy Iron Maiden i „Mouth for War” zespołu Pantera.
W 2008 gościła w reality show VH1 I Want to Work for Diddy, a także trafiła do serialu NBC Prawo i porządek: sekcja specjalna i Prawo i porządek. Jako aktorka zagrała też w filmach i serialach. W 2013 przyjęła rolę transpłciowej więźniarki Sophii Burset, która popełniła oszustwo przy próbie zapłacenia za korektę płci w serialu Netflix Orange Is the New Black. Rola ta była nominowana do nagrody Emmy, Screen Actors Guild i NAACP Image Awards.

## Filmografia

### Telewizja
| Rok       | Tytuł                              | Rola                       | Uwagi                                                       |
| --------- | ---------------------------------- | -------------------------- | ----------------------------------------------------------- |
| 2008      | Prawo i porządek: sekcja specjalna | Candace                    | odcinek „Tajemnica”, sezon 9                                |
| 2008      | I Want to Work for Diddy           | jako ona sama              | 6 odcinków w 1 sezonie                                      |
| 2008      | Prawo i porządek                   | Minnie                     | odcinek „Sweetie”                                           |
| 2009      | Znudzony na śmierć                 | Transseksualna prostytutka | odcinek „Stockholm Syndrome”                                |
| 2010      | TRANSform Me                       | jako ona sama              |                                                             |
| 2013-2019 | Orange Is the New Black            | Sophia Burset              |                                                             |
| 2014      | Faking It                          | Margo                      | odcinek „Lying Kings and Drama Queens”                      |
| 2014      | Girlfriends' Guide to Divorce      | Adele Northrop             | odcinek „Rule No. 426: Fantasyland: A Great Place to Visit” |
| 2015-2017 | Świat według Mindy                 | Sheena                     | 3 odcinki                                                   |
| 2017      | America’s Got Talent               | jako ona sama              | 10 odcinek 12 sezonu                                        |
| 2017      | Doubt: W kręgu podejrzeń           | Cameron Wirth              | 13 odcinków                                                 |
| 2019      | Weird City                         | Liquia                     | odcinek „Smart House”                                       |
| 2019      | Tuca i Bertie                      | Ebony Black (głos)         | odcinek „Inseksty”                                          |
| 2019      | Drodzy biali!                      | Cynthia Fray               | odcinek „Chapter VII”                                       |
| 2019      | A Black Lady Sketch Show           | Kiana                      | odcinek „Angela Bassett Is the Baddest Bitch”               |
| 2020      | Awkwafina Is Nora from Queens      | Bóg (głos)                 | odcinek pilotażowy                                          |
| 2020      | Pohamuj entuzjazm                  | jako ona sama              | odcinek „Artificial Fruit”                                  |
| 2021      | Czarna lista                       | Dr. Laken Perillos         | odcinek „Dr. Laken Perillos”                                |
| 2022      | Wheel of Fortune                   | jako ona sama              | odcinek 13 w sezonie 2                                      |
| 2022      | Kim jest Anna?                     | Kacy Duke                  |                                                             |
| 2024      | The Daily Show                     | jako ona sama              | segment „In My Opinion”                                     |
| 2025      | Clean Slate                        | Desiree Slate              | główna rola, współtwórczyni i producentka                   |

### Filmy
| Rok  | Tytuł                                                            | Rola                | Uwagi                                                            |
| ---- | ---------------------------------------------------------------- | ------------------- | ---------------------------------------------------------------- |
| 2000 | Betty Anderson                                                   | Deirdre             | film krótkometrażowy                                             |
| 2004 | The Kings of Brooklyn                                            | Dziewczyna          |                                                                  |
| 2008 | All Night                                                        | Layla               | film krótkometrażowy                                             |
| 2009 | Uncle Stephanie                                                  | Stephanie           |                                                                  |
| 2010 | Bronx Paradise                                                   | Prostytutka         |                                                                  |
| 2011 | Musical Chairs                                                   | Chantelle           |                                                                  |
| 2012 | Migraine                                                         | Lola                | film krótkometrażowy                                             |
| 2012 | The Exhibitionists                                               | Blithe Stargazer    |                                                                  |
| 2013 | 36 Saints                                                        | Genesuis            |                                                                  |
| 2014 | Grand Street                                                     | Chardonnay          |                                                                  |
| 2014 | Laverne Cox Presents: The T Word                                 | jako ona sama       | Daytime Emmy Awards (2015) nominacja - GLAAD Media Awards (2015) |
| 2015 | Babka                                                            | Deathy              |                                                                  |
| 2016 | The Rocky Horror Picture Show: Let's Do the Time Warp Again (TV) | Dr Frank-N-Furter   |                                                                  |
| 2017 | Freak Show                                                       | Felicia             |                                                                  |
| 2019 | Can You Keep a Secret?                                           | Cybill              |                                                                  |
| 2019 | Aniołki Charliego                                                | Instruktor ds. bomb |                                                                  |
| 2020 | Bad Hair                                                         | Virgie              |                                                                  |
| 2020 | Obiecująca. Młoda. Kobieta.                                      | Gail                |                                                                  |
| 2020 | Ujawnienie (ang. Disclosure: Trans Lives on Screen)              | jako ona sama       |                                                                  |
| 2021 | Jolt                                                             | Detective Nevin     |                                                                  |
| 2024 | Uglies                                                           | Dr. Naya Cable      |                                                                  |